# シャッフル同盟
シャッフル同盟（シャッフルどうめい）は、テレビアニメ『機動武闘伝Gガンダム』に登場する架空の集団。

## 概要
古くから「秩序の守り手」と呼ばれ、歴史上の数多くの戦いや事件を陰から調停したという最強の武闘集団。5人のメンバーで構成され、各自が拳に「シャッフルの紋章」と呼ばれるトランプのスート（マーク）を模した紋章を宿している。並の人間の比ではない高い戦闘力を持ち、「コロニー格闘技五天王」との別名を持つ。
劇中史においては、ガンダムファイトを提唱し、コロニー国家間の全面戦争を回避させたE.C.デューサー教授はシャッフル同盟と交流があったともいわれる。同盟と紋章は代々継承され、主人公のドモン・カッシュは4711代目キング・オブ・ハートにあたる。シャッフルの紋章は継承しても前任者がその資格を失う訳ではない。劇中では、マスター・アジアがドモンとの最終決着の際に、拳に浮かび上がらせていた。
作中ではシャッフル同盟の一員でありながら、災いをもたらさんとする東方不敗マスター・アジアを処断すべく新宿に出現。その際、交戦したサイ・サイシー、ジョルジュ・ド・サンド、アルゴ・ガルスキー、チボデー・クロケットが自身らの後継者にふさわしい資質の持ち主であることに気付くと、それぞれの後継者となる若者を自らの命と引き替えに、DG細胞から救い出した。劇中では、ドモンをはじめとする新シャッフル同盟のメンバーが合体技「シャッフル同盟拳」を放っている。
漫画『機動武闘外伝ガンダムファイト7th』では、東方不敗マスター・アジア（劇中ではシュウジ・クロス）ら旧シャッフル同盟の若い頃の出来事を描いている。
キング・オブ・ハートの名前の由来はフランス映画『まぼろしの市街戦』の英題。

## メンバーの劇中での継承
劇中にて登場したシャッフル同盟の人物と、その人物から紋章を受け継いだ人物を記す（ただし、ドモン・カッシュは物語以前にマスター・アジアから紋章を受け継いでいる）。
- キング・オブ・ハート - 東方不敗マスター・アジアから ドモン・カッシュへ。
- クイーン・ザ・スペード - マックス・バーンズから チボデー・クロケットへ。
- ジャック・イン・ダイヤ - ナシウス・キルヒャからジョルジュ・ド・サンドへ。
- クラブ・エース - アラン・リーからサイ・サイシーへ。
- ブラック・ジョーカー - トリス・スルゲイレフからアルゴ・ガルスキーへ。

## メンバーの使用機体
劇中登場したメンバーとその搭乗機である。それ以前に関しては不明。
- 先代
  - キング・オブ・ハート（シュウジ・クロス、東方不敗マスター・アジア）
    - ヤマトガンダム（漫画のみ）
    - シャッフル・ハート
    - クーロンガンダム
    - マスターガンダム

  - クイーン・ザ・スペード（マックス・バーンズ）
    - ガンダムフリーダム（漫画のみ）
    - シャッフル・スペード

  - ジャック・イン・ダイヤ（ナシウス・キルヒャ）
    - エッフェルガンダム（漫画のみ）
    - シャッフル・ダイヤ

  - クラブ・エース（アラン・リー）
    - コウガガンダム
    - シャッフル・クラブ

  - ブラック・ジョーカー（トリス・スルゲイレフ）
    - モスクガンダム（漫画のみ）
    - シャッフル・ジョーカー
- 現在
  - キング・オブ・ハート（ドモン・カッシュ）
    - シャイニングガンダム
    - ゴッドガンダム

  - クイーン・ザ・スペード（チボデー・クロケット）
    - ガンダムマックスター
    - ガンダムマックスリボルバー（漫画のみ）

  - ジャック・イン・ダイヤ（ジョルジュ・ド・サンド）
    - ガンダムローズ
    - ガンダムヴェルサイユ（漫画のみ）

  - クラブ・エース（サイ・サイシー）
    - ドラゴンガンダム
    - ガンダムダブルドラゴン（漫画のみ）

  - ブラック・ジョーカー（アルゴ・ガルスキー）
    - ボルトガンダム
    - ガンダムボルトクラッシュ（漫画のみ）